# Vittore Marchi
Vittore Arnaldo Marchi (Potenza, 6 settembre 1892 – Roma, 1981) è stato un filosofo, magistrato e militare italiano.

## Biografia
Figlio di Antonio, professore di Camerino vicino a Felice Albani, collabora a L'Apostolato Mazziniano delle edizioni jesine.
Libero docente di Storia della filosofia nell'ateneo romano, curò la pubblicazione di riviste in cui si confrontarono diversi autori, come Bernardino Varisco - di cui fu collaboratore alla Società filosofica italiana negli anni '30 - Francesco De Sarlo, Adriano Tilgher, Erminio Troilo, sino a Michele Cianciulli. In particolare, si ricordano prima Dio e Popolo e poi L'idealismo realistico che accolgono scritti sulla filosofia di Giuseppe Mazzini e altri saggi di critica filosofica. Quest'ultima, attiva fino agli anni '50, si pone come una voce alternativa all'estetica di Benedetto Croce e all'Attualismo di Giovanni Gentile, con cui si trova in accesa polemica (ospitando scritti di Evola nel 1924-28, come pure di Mondolfo e Chiaromonte).
Militare di carriera e magistrato, invalido di guerra. Ex Rito filosofico italiano. Massone, membro del Grande Oriente d'Italia, il 28 maggio 1925 è promosso al 31º grado del Rito scozzese antico ed accettato. Il 12 marzo 1944 prende parte come oratore al raduno di Napoli tenuto da Enrico Russo e Alberto Cianca.

## Omaggi
Medaglia d'oro al benemerito della pubblica istruzione. Gli è stato dedicato un parco a Roma, Municipio IV, e un premio per tesi di laurea concernente il pensiero filosofico antico dall'Università degli Studi Roma Tre nel 2006. 

## Pubblicazioni principali
- Ricostruzione della filosofia religiosa di Mazzini, in Dio e Popolo, 1911;
- La missione di Roma nel mondo, Atanòr, 1915;
- Che cos'è il diritto? Stabilimento Tipografico F.lli Marchi, Camerino 1915;
- Il concetto e il metodo della storia della filosofia, 1919;
- Filosofia e religione, La perseveranza Ed., Potenza 1922;
- La filosofia morale e giuridica di Giovanni Gentile, Stabilimento Tipografico F.lli Marchi, Camerino 1923;
- Relazione tra la filosofia teoretica e la filosofia pratica, in L'idealismo realistico, Roma 1924;
- Le prove dell'esistenza di Dio, in L'idealismo realistico, Roma 1924;
- La pedagogia di Bernardino Varisco, in L'idealismo realistico, Roma 1928.